# 天皇の料理番
『天皇の料理番』（てんのうのりょうりばん）は、1979年に出版された、杉森久英による小説。1978年10月から1979年11月まで週刊読売に連載された。2015年までに、3回テレビドラマ化された。
宮内省大膳職司厨長（料理長）を務めた秋山徳蔵の青年期から主厨長になるまでを描いた作品。秋山の実際の経歴をもとにしているが、細部はフィクションであり、実在した秋山との混同を避け、杉森の原作では「秋沢篤蔵」、ドラマ版では「秋山篤蔵」の表記となっている。

## 書誌情報
- 単行本：読売新聞社、1979年12月 JP番号 80009322 ISBN 4643727802
- 文庫本：集英社文庫、1982年12月 JP番号 83015656 ISBN 9784087505733
- 文庫本：集英社文庫、2015年3月20日 （上）ISBN 9784087452938 / （下）ISBN 9784087452945

## テレビドラマ

### 1980年版
1980年10月19日から1981年3月22日まで毎週日曜日20:00 - 20:55にTBS系で放送された。全19話。主演は堺正章。
ドラマ版では明治・大正・昭和と激動の世代を駆け抜けた篤蔵の生涯を、一部フィクションを交えて辿った。ドラマ内の随所で、関東大震災や二・二六事件、太平洋戦争など実際の映像が放映されるなどドキュメンタリーの要素も含まれた内容となっている。最終回では本編の最後に秋山篤蔵本人の墓が映し出された。
また、当時大阪を活動の拠点としていた明石家さんまが役者として全国区に進出したことでも話題になり、さんまが東京に活動の場を移すきっかけとなった。ナレーションは渥美清が務めた。
日本の連続ドラマとして初めて全話がステレオ放送された作品でもある。

#### あらすじ
明治末期、福井県の寺に修行に出された篤蔵は、少年期から修行や勉強もしない不良な日々を過ごしていた。ある日、香ばしい匂いが篤蔵の鼻をよぎった。軍隊の宿舎の厨房で作られたカツレツの匂いであった。今まで西洋料理を食べたことがなかった篤蔵は軍隊の田辺から食べさせてもらったカツレツの味に感動し、西洋料理の料理人になるために親の反対を押し切って上京する。
東京に着いた篤蔵は、見習い仲間の新太郎や辰吉らと共に料理を学び、様々な苦労を味わった後に最高位の料理人に上り詰め、“天皇の料理番”に就任する。

#### キャスト
- 秋山 篤蔵 - 堺正章

福井生まれ。気が強く喧嘩っ早いが優しく宇佐美に教えられた「料理は仲間の協力なくしては出来ず」を信条としているが、天皇の料理人に任命される頃から権力を手にする事に躍起になり、落ち込んでいる辰吉を説教、新太郎の再就職の世話を自身の紹介でゴリ押ししようと考えるなど横柄な性格になっていく。
- 秋山 トシ子 → 坂口 トシ子 → 秋山 トシ子 - 檀ふみ

篤蔵の妻。隣町の呉服屋の娘で16歳で篤蔵と見合いをして結婚した。カツレツの味が忘れられず自分にも黙って上京した篤蔵を追って華族会館まで来るが、半ば追い返される形になり、篤蔵両親の勧めもあって離縁をして勝五郎と再婚した。その後勝五郎について上京するが勝五郎が田代に騙されたあとはしばらく姿を消したが篤蔵と再会し再び彼と結婚した。かなりハッキリと意見が言えるタイプで、篤蔵が横柄な性格になったときは激しく叱咤した。
- 高村 新太郎 - 鹿賀丈史（第2話から登場）

華族会館の兄貴分。料理屋を営んでいる親の意向で板前修業として華族会館に勤めている身だが本人は画家を目指しておりシェフは留学資金稼ぎで務めている。夢のためなら手段は選ばない性格で惚れた弱みに漬け込みキミ子にヌードデッサンのモデルを悪げもなしに頼み、三沙子の愛人になり渡仏の資金を援助してもらった。しかしフランスで世界の壁を知り絵を挫折してジゴロになる。帰国後、徴兵され軍事訓練中に右足を失って除隊。自身を鑑み今まで家族や仲間の力を借りながらも全て中途半端に投げ出してきた自分の殻を破るため、独立独歩でフランソワーズと洋食屋を開いた。
- 平野 辰吉 → 山本 辰吉 - 明石家さんま（第2話から登場）

華族会館の同僚。お調子者で浮かれてしまうと手を洗い忘れる癖があり、宇佐美から体罰を受ける。婿養子としてキミ子の家の小料理屋の後取りになる事が決まるが結婚前にキミ子がヌードを引き受け主人以外の人間に裸を見せ、新太郎に未練を残しながら結婚する事にショックを受け自殺を図るも一命を取り留める。その後も婿養子の肩身の狭さから荒れ始め株屋になるが関東大震災で何もかも嫌になり廃業。最後は自動車修理工として働き始める。
- キミ子 - 田中裕子（2 - 10、13 - 最終話）

辰吉の初婚妻。新婚当初からギクシャクした仲で辰吉が株で成功する頃には夫婦仲は冷め切り「今日は帝劇　明日は三越」を地でいく贅沢三昧な日々を過ごすが、夫が坂口がらみのトラブルでヤクザに刺されると本気で夫の身を案ずる。ある日、ささいなケンカで辰吉に叩かれ実家に帰る。親に説得され家に戻るとみつに手を出そうとする現場に遭遇し、離婚は決定的な状況となる。後ほとぼりが冷め、冷静に考えヨリを戻そうと家に戻る途中関東大震災に遭う。
- 松五郎 - 高城淳一（2 - 10、15 - 16）

キミ子の父。華族会館時代はお客として飲みに来てた辰吉に自分のお店で働くよう勧めるが、辰吉とキミ子が結婚した後は株式仲買所に入りびたったり、店を抵当に入れて株式の資金を作った辰吉を見て婿養子にしたことを後悔する。 後に事業を成功させた辰吉の援助でおでん屋を始め、妻のあきとキミ子の手伝いで切り盛りする。 キミ子が辰吉に叩かれ家を飛び出した時は、もう一度辰吉と話をするようキミ子を説得した。
- あき - 野村昭子（2 - 10、15 - 18）

キミ子の母。松五郎と同じく華族会館時代は辰吉に自分のお店で働くようすすめるが、後に後悔する。だが辰吉とキミ子が前述のケンカをし、キミ子が自身のおでん屋で帰ることを渋っていたときは、松五郎と同様もう一度話をするよう説得した。のちに辰吉とキミ子の離縁状を持って、地震後に引っ越した辰吉の家に訪れた。
- 倉橋 八千代 - 山口いづみ（1 - 9、17）

篤蔵と同郷で田辺と駆け落ち、周一郎の元を経て、篠原の大逆事件に連座して逮捕。釈放後、家族の家に戻るが一家離散し伝で篤蔵の家に落ち着くも料理番就任の際、自分の存在がネックになりトシ子の説得で自ら家を出る。
- フランソワーズ - セーラ（第10話から登場）

篤蔵、新太郎がフランス留学時代に世話になった娼婦。篤蔵が帰国した後も彼が忘れられず着の身着のままで新太郎と日本まで追いかけてくるが既にトシ子と再婚していた事に落胆する。日本でフランス語しか話せず苦慮している中、異国の地で唯一言葉が通じる新太郎と両思いになっていく。新太郎が洋食屋を開いたときは彼と共にお店を切り盛りする。
- 桐塚 - 柳生博（2 - 5、7、9、16）

文学作家。フランス留学経験があり篤蔵のフランス語講師になる。
- 坂口 勝五郎 - 山田パンダ（4 - 9、11）

トシ子の後夫。穏やかな性格の持ち主で、先夫の篤蔵にも邪見にしたりすることなく接し、トシ子が流産した時にもわざわざ報告したり、看病を頼んだり、篤蔵が郷里に帰ろうにも汽車賃がないと相談してくると、黙って汽車賃を渡したりと篤蔵とも仲が良かった。知り合いの上手い話に乗せられて多額の借金を抱え自殺。
- 秋山 周蔵 - 織本順吉（1 - 3、5、9、17）

篤蔵と周一郎の父。
- 秋山 初（お初） - 三條美紀（1 - 2、6 - 7、9、17）

篤蔵と周一郎の母。
- 荒木 豪一 - 志賀勝（2 - 6、12、18）

華族会館のシェフの一人。篤蔵と初めて会ったのは華族会館ではなく、魚河岸。後に宇佐美が去った華族会館のグランシェフに出世する。華族会館時代は事あるごとに篤蔵たちに体罰を加えていたが、パリから途中で帰ってきた篤蔵に心配になって理由を問いただしたり、捨て油の仲買人になった新太郎には料金をサービスしたり精養軒へ紹介するなど弟子たちの面倒はよく見ていた。
- 篠原 - 矢崎滋（4、6 - 9）

八千代の駆け込先での三人目の男。共産主義者で大逆事件を起こした事で彼女も共産主義の同士として世間から白い目で見られるようになる。 同志だと信頼していた男が実は明治政府のスパイであり、密告により取り押さえられ逮捕された。
- 梅 - 服部まこ（6 - 9）

仙之助の妻。精力旺盛で篤蔵を誘惑する。
- みつ - 朝加真由美（15 - 17、最終話）

辰吉・キミ子の家の奉公人。辰吉に見初められて愛人になり別居後、面倒を見るうちに同棲を始める。辰吉・キミ子の関係修復に努めたり、震災で家屋が崩れたときは辰吉を助け、後に避難所でも辰吉の面倒を見る傍らキミ子の様子を見に行ったりと、辰吉のために尽力する。
- 男爵夫人 美沙子 - ひろみどり（6 - 8）
- 仙之助 - 穂積隆信（6 - 7）

労働者向けの大衆食堂バンザイ軒の主人。梅とは年の差夫婦であるが店を篤蔵に任せ遊廓に夜な夜な通う。立場としては上だが篤蔵に手玉に取られる。
- 松川 - 森下哲夫（7 - 9）
- 鈴木 - 柄沢英二（13 - 15）
- はる子 - 白貝真理子　※役名がクレジットされたのは第3話、第6話。
- 田代 - 及川ヒロオ（10 - 12） 勝五郎に金銭を貸した金貸し。実は勝五郎の店を借金のカタに取り上げるのが目的で、勝五郎が返済できないと知ると途端に手のひらを返して法外な利息を元金に組み込んだ借金を取り立てようとした。
- 宮内省事務官 - 佐原健二（16 - 18）、林昭夫

宮内の閉鎖的な環境にどっぷりつかった人物で庶民の感覚で様々な料理を作っていろんな経験をさせたい篤蔵と対立する。
- アルベール - ベルナール・ボンヌ（10 - 12）

フランス場末レストランのグランシェフ。篤蔵をいじめて追い出そうとするが、堪忍袋の緒が切れて無謀な決闘を申し込み渡仏までして料理を極める覚悟を気に入り彼をジョルジュ・サンクに推薦する。
- パリ日本大使館 安達参事官 - 平幹二朗（10 - 11）

フランスで篤蔵のフランスパンをもらい食して以来の借りで何かと篤蔵の面倒を見ることになる。ジゴロの新太郎を叱責し、トシ子の件で成功を取るか女を取るかで悩んでいた篤蔵にその時取った自身の選択を後悔している事を告げる。
- パリ日本大使館 事務官 - 東野英心（10 - 11）
- 高村 久次郎 - 小池栄（13、17）
- 高村 さよ - 久松夕子（13、16 - 17）

新太郎の両親。料理修業はおろか、画家も捨ててジゴロとして暮らしていた息子を勘当するが唯一の一人息子のためなら日本料理店を洋食に転向してもいいとするぐらい溺愛している。
- 前田 義和 - 木村元（14 - 15）  精養軒のシェフ。宇佐美が目の病で倒れた時は、篤蔵に侯爵晩餐会のグランシェフを勤めるように宇佐美から言われたことを精養軒のシェフたちに報告した。調理中も今までの精養軒の作り方とは違う作り方をしようとする篤蔵に疑問と反発心を見せるものの、晩餐会が大成功に終わったことで篤蔵の実力を認めた。
- 福羽大膳頭 - 鈴木瑞穂（17 - 18）

篤蔵を料理番に推薦した第一人者。無農薬野菜の研究に没頭し料理の選定は篤蔵に丸投げにした結果、珍味カエルのフライを出して事務官とトラブルになり職務怠慢と責任を取り宮内庁を去る。
- 昭和天皇 - 中村芝雀（第17話）
- 松平 慶民 - 久米明（第17話）
- 田辺伍長 - 目黒祐樹（第1話）

篤蔵に料理の道を歩ませるきっかけになった恩人。戦争に招集されるが八千代と離れられず隊を脱走し駆け落ち。憲兵に追い詰められ拳銃自殺。
- 三次郎 - 三谷昇（第9話）
- 宮内省次官 - 滝田裕介（第18話）
- 秋山 周一郎 - 近藤正臣（特別出演）

篤蔵の兄。先見の明があり大学にまで行かせるぐらい期待されるが肺結核にかかり死去。
- 宇佐美 修 - 財津一郎（2 - 6、9、12 - 13、15）

華族会館のグランシェフ。厳しくも優しい目で篤蔵らを見守る。荒木と同じく篤蔵と初めて会ったのは、華族会館ではなく魚河岸。バンザイ軒で腐っていた篤蔵の作ったカツレツを見て激怒、殴りつける。篤蔵がトシ子を案じて帰国した時は、中途半端に帰ってきた篤蔵に対し激しい怒りをぶつけるが、彼を育てることを決意し、精養軒に来るように言った。精養軒勤務中、目の病気にかかり視力が急激に落ち篤蔵にその後を託す。
- 語り - 渥美清

#### スタッフ
- 原作 - 杉森久英『天皇の料理番』
- 脚本 - 鎌田敏夫、大原豊
- プロデューサー - 中山和記、関口静夫
- 演出 - 森﨑東、藤田明二、渡邊祐介、井上昭
- 音楽 - 内藤孝敏
- オープニングテーマ - 薩めぐみ「KAZE/NORNMANDIE」
- エンディングテーマ - 堺正章「遥かなるレディー・リー」
- 料理指導 - ホテルオークラ（小野正吉）
- 時代考証 - 稲垣史生
- 制作進行 - 若松節朗
- 技術協力 - パビック
- 撮影スタジオ - 渋谷ビデオスタジオ
- 製作 - TBS、テレパック

#### 放送日程
サブタイトルは『○○と○○』で統一されていた。
| 各話   | 放送日          | サブタイトル               | 脚本     | 演出     | 視聴率 |
| ------ | --------------- | -------------------------- | -------- | -------- | ------ |
| 第1回  | 1980年 10月19日 | カツレツと二百三高地       | 鎌田敏夫 | 森崎東   | 13.8%  |
| 第2回  | 10月26日        | 夜汽車とコック帽           | 鎌田敏夫 | 藤田明二 | 13.1%  |
| 第3回  | 11月2日         | じゃがいもと別離           | 鎌田敏夫 | 渡邊祐介 | 9.9%   |
| 第4回  | 11月9日         | スープと紙風船             | 鎌田敏夫 | 藤田明二 | 11.1%  |
| 第5回  | 11月16日        | オムレツと堪忍袋           | 大原豊   | 藤田明二 | 9.0%   |
| 第6回  | 11月23日        | アイスフライと誘惑         | 鎌田敏夫 | 渡邊祐介 | 10.5%  |
| 第7回  | 11月30日        | 爆弾とスペシャル・ディナー | 鎌田敏夫 | 渡邊祐介 | 10.7%  |
| 第8回  | 12月7日         | おかゆとジゴマ             | 鎌田敏夫 | 藤田明二 | 10.6%  |
| 第9回  | 12月14日        | 熱い涙と大福餅             | 大原豊   | 井上昭   | 11.2%  |
| 第10回 | 1981年 1月19日  | フランスパンと娼婦         | 鎌田敏夫 | 藤田明二 | 11.4%  |
| 第11回 | 1月26日         | 恋とゲテモノ料理           | 鎌田敏夫 | 藤田明二 | 13.1%  |
| 第12回 | 2月2日          | 水飴とかけがえのない女     | 鎌田敏夫 | 藤田明二 | 11.6%  |
| 第13回 | 2月9日          | すっぽんスープと短刀       | 鎌田敏夫 | 井上昭   | 11.5%  |
| 第14回 | 2月16日         | 紅マスと砲弾               | 大原豊   | 藤田明二 | 11.0%  |
| 第15回 | 2月23日         | おでんと帰らざる時         | 鎌田敏夫 | 藤田明二 | 12.4%  |
| 第16回 | 3月1日          | シャンパンと関東大震災     | 鎌田敏夫 | 井上昭   | 13.7%  |
| 第17回 | 3月8日          | ザリガニと天皇の料理番     | 鎌田敏夫 | 井上昭   | 15.3%  |
| 第18回 | 3月15日         | 蛙のフライと見果てぬ夢     | 大原豊   | 藤田明二 | 13.4%  |
| 最終回 | 3月22日         | カツレツとパリ祭           | 鎌田敏夫 | 藤田明二 | 13.5%  |

#### エピソード（1980年版）
- 堺正章は役作りのため、ホテルオークラ東京の厨房で約3か月間料理の修業を行った。
- 出演者の一人であった明石家さんまが司会を務め、2015年10月12日に放送されたTBSテレビ60周年特別番組『伝説のドラマ&バラエティー全部見せます!夢共演も大連発SP』では1980年版の映像の一部が放映され、さんまがゲストパネリストとして出演した堺正章との共演エピソードについて語った。
- また、さんまが語るところによると辰吉は当初、篤蔵とほぼ同時期に入ったが早々に音を上げて夜逃げし、登場から3話程度でクランクアップする予定であったがさんまが現場スタッフに非常に気に入られ、もう一つの話の軸として華族会館を去った辰吉のその後の人生も描かれる事になった。それに伴い物語も秋山篤蔵の一代記から篤蔵、新太郎、辰吉による三者三様の群像劇として展開された。
- また、脚本の鎌田敏夫も俳優さんまに大きい可能性を感じ打ち上げ中、さんまに「ドラマの主人公は地方出身者でも皆標準語ばかり話し、決してお国言葉を使わない事に隔たりを感じていて、過去に何回も訛りのある主人公の話を上げたが全てつき返されてきた。でも（主役が）さんまなら企画は絶対通ると思う。オファーが来たら二つ返事で受けてほしい」と頼まれた。そして来たドラマが「男女7人夏物語」であり当作品の大ヒットを二人して喜んだ。

| TBS 日曜20時枠                                   | TBS 日曜20時枠                          | TBS 日曜20時枠                     |
| 前番組                                           | 番組名                                  | 次番組                             |
| ------------------------------------------------ | --------------------------------------- | ---------------------------------- |
| 海外取材ニッポンの実力 （1980.7.13 - 1980.9.28） | 天皇の料理番 （1980.10.19 - 1981.3.22） | 日曜特集 （1981.4.19 - 1981.7.19） |

### 1993年版
1993年2月8日に“ロイヤル特別企画”と銘打って、TBS系「月曜ドラマスペシャル」で高嶋政伸主演でリメイク版が放送された。

#### キャスト（1993年版）
- 高嶋政伸（秋山篤蔵）
- 国生さゆり（倉橋八千代）
- 水野真紀（ふじ）
- 池内淳子（秋山初）
- 三橋達也（宇佐美グランシェフ）
- 布川敏和（辰吉）
- 寺田農（安達参事官）
- 荻島眞一
- 中村繁之（新太郎）
- 鹿内孝（荒木シェフ）
- 越智静香（キミ子）
- 篠沢秀夫
- 岡野進一郎（田辺伍長）
- 佐原健二（里見料理長）
- 奥村公延（秋山治兵衛）
- 小島三児、朝比奈順子、江藤漢、望月太郎、浅沼晋平、日埜洋人、稲山玄　ほか

#### スタッフ（1993年版）
- 原作 - 杉森久英『天皇の料理番』
- 原脚本 - 鎌田敏夫
- 脚本 - 新津康子、小林俊一
- 演出 - 小林俊一
- 音楽 - いずみたく
- 料理指導 - ホテルオークラ（小野正吉）

### 2015年版
TBSテレビ60周年特別企画として、2015年4月26日から同年7月12日まで毎週日曜日21:00 - 21:54にTBS系の「日曜劇場」枠で放送された。秋山徳蔵役を演じる佐藤健は、TBSの連続ドラマでは単独初主演となった。
ドラマのロケは岡山県倉敷市の倉敷美観地区で行われ、横浜市青葉区の緑山スタジオ・シティ内にあるオープンセットには、ドラマ撮影のために明治から大正にかけての東京・丸の内の町並みが再現された。また12回中7回は拡大版（第1回は108分、最終回は84分、それ以外は64分）という連続ドラマでは極めて異例の編成を行った。

#### あらすじ（2015年版）
福井県武生村に生まれ、幼い頃からやんちゃな性格だった秋山篤蔵は、両親によって入れられた寺も破門となってしまう。優秀な兄、周太郎に反してあまりに単純で短気な篤蔵に頭を悩ませた両親は、篤蔵を海産物問屋の松前屋の婿養子にさせる。
そうして松前屋の跡取りとして働いていた篤蔵はある日、鯖江連隊の厨房で働く炊事軍曹の田辺と出会う。そこで食べたカツレツの味に衝撃を受けた篤蔵は、その日からこっそり田辺が勤務する厨房に通い、料理の基礎を習い始める。篤蔵が日本一の料理人になるという志を持ち始めた矢先に松前屋にその事実が知れると、篤蔵の妻である俊子の父は激怒して2人を離縁させようとするが、俊子の想いから白紙になる。しかし、料理人の夢を捨てきれない篤蔵は家を飛び出し上京する。
神田の竜雲館に下宿し日本大學法律科に通う周太郎、そして彼の指導教授である桐塚の計らいで、篤蔵は一流西洋料理店である華族会館で働くことに。掃除や皿洗いなどの単純作業に徐々にやる気を無くしていくが、料理長の宇佐美に「料理はまごころだ」という信条を教えられると、仕事が面白いと思うようになり、機転も利くようになる。宇佐美は篤蔵の料理人としてのセンスを早くから見抜いており、後に篤蔵の人生の師となる。篤蔵は、早く料理の腕を上げたい焦りから偶然知り合った英国公使館の五百木のもとでも働き始めるが、篤蔵の評判に嫉妬する同僚にそのことを暴露され華族会館を解雇される。
篤蔵はほどなくして偶然立ち寄った大衆食堂・バンザイ軒で働き始める。そこで手応えを感じた篤蔵は、出店資金が欲しいと両親に掛け合うが相手にされない。俊子は夢を追う篤蔵を想い自ら身を引き、篤蔵と離縁する。父、周蔵は、渡仏したいと再び金をせがむ篤蔵を勘当してしまう。しかし、周太郎が病魔に冒されていること、そして篤蔵に自分の夢を託したいという周太郎の思いを知り、篤蔵に渡仏資金を渡す。兄から託された金銭を少しも無駄にしまいと、篤蔵はフランス語を勉強しながら築地精養軒で修業を始める。そして3年後、家族、宇佐美ら周囲の人々の期待を一心に背負い、希望を持って単身でパリに渡る。
パリに渡った篤蔵は、一流ホテルであるホテル・マジェスティックの厨房で小僧として働くことになる。日本との味覚の違い、そしてなによりも人種差別に苦しむ篤蔵だが、料理長は篤蔵の腕を高く買い、次々と昇進させる。しかし、それでも一向に賃金が上がらないことに篤蔵は違和感を覚える。それは、篤蔵がユニオンに加入していないからだった。当時日本人では加入した前例がなく、当時のフランスの価値観からも難しいと考えられていたが、駐仏大使が料理長に交渉し、日本人で初のユニオンの加入に成功する。そこから篤蔵はさらに頭角を表し、3年後にはフランス料理の最高峰であるホテル・リッツに転職。当時「フランス料理の革命児」と呼ばれたオーギュスト・エスコフィエのもとで働き、公私ともに充実した日々を送る。そんな時、篤蔵は宮内省から大正天皇即位行事における、来賓に振る舞う料理の調理を指揮してほしいとの要請を受ける。戸惑う篤蔵だったが、周囲からの激励もあり帰国の決心をする。
帰国後、家族に報告した後に下宿のため再び東京のバンザイ軒に向い、そこで俊子と再会する。俊子は篤蔵の生き方に倣い自分らしく生きており、2人は下宿先で言葉を交わす中で再び惹かれあっていく。そして、篤蔵が二条離宮で行われた大正天皇の饗宴の儀において宮内省大膳寮の厨司長として行事を無事成功させたという一報を受け安堵した周太郎は、篤蔵の活躍を喜びながら息を引きとる。
再婚した篤蔵と俊子は待望の第1子を授かり、数年後には2人の子供にも恵まれる。しかし、幸せに暮らすさなかで関東大震災が発生。家族の安否を確認できないまま宮内省の役人として被災者への炊き出しなどを行う篤蔵は、産婆として働く俊子を手伝う長男の姿を見つける。そして家族全員が無事であることを確かめ、家族に感謝の思いを伝える。しかしそのころから俊子は体に異変を起こしており、表には出そうとしない俊子の意志に反して篤蔵の目の前で倒れてしまう。医師から心不全を起こしたと告げられ、俊子が心配な篤蔵は食養生を始めるが、俊子は日に日に衰弱していく。俊子は子どもたちにさまざまな助言をして自らの死期に備える。篤蔵もそんな俊子を献身的に看病するが、俊子は新年を迎えた後の、ある冬の日に息を引き取る。失意の中で暮らす篤蔵を奮起させたのは、俊子が教えた思いを受け継ぐ子どもたちの姿だった。そして篤蔵は俊子の形見を握りしめながら再び大膳寮に向かうのだった。
時は経ち、日本はアメリカを中心とする連合国に敗戦し、まもなくGHQによる統治が始まる。昭和天皇が裁判にかけられる可能性があることを宮内省から聞いた篤蔵は、天皇の料理番としてできることを模索する。そして、天皇に恥をかかせないようなおもてなしをしたいと、GHQに自らの勝手使いを申し出る。GHQからの日本や天皇に対する侮辱的・差別的な言動があった際は、天皇や今まで料理人の夢を応援してくれた師匠、家族、友人を思いだして必死に耐える。ある日、GHQとその家族の集まりの場で料理を振る舞っていた際にも天皇を侮辱された篤蔵は、感情を押し殺してその場で道化に徹する。これは、天皇のためなら何でもするという篤蔵の天皇へのまごころからでた行動だった。
それから長い間、篤蔵は昭和天皇に仕える料理番としてまごころを持ってその職務を全うする。そして、1972年10月18日、58年という長い料理番人生に終止符を打った。

#### キャスト（2015年版）
主要人物
- 秋山篤蔵（秋山家の次男） - 佐藤健
- 高浜俊子（高浜家の長女） - 黒木華（語り兼任）

篤蔵の友人
- 松井新太郎（華族会館見習い → 画家に転職） - 桐谷健太
- 山上辰吉（華族会館見習い → 上野精養軒コック） - 柄本佑

華族会館
- 奥村（チーフ） - 坪倉由幸[6]
- 荒木（野菜係） - 黒田大輔
- 関口（肉係） - 大西武志
- 佐々木 正志（事務方） - 西沢仁太
- 藤田（スープ係） - 大熊ひろたか[6]
- 鈴木（デザート係） - 城戸裕次
- 杉山（魚係） - 渡邊衛
- 宇佐美 鎌市（料理長） - 小林薫

秋山家
- 秋山周太郎（長男） - 鈴木亮平
- 秋山蔵三郎（三男） - 森岡龍
- 秋山耕四郎（四男） - 佐藤和太 → 瀬戸利樹
- 秋山ふき（周蔵の妻） - 美保純
- 秋山周蔵（篤蔵の父） - 杉本哲太

高浜家
- 高浜金之介（俊子の父・松前屋の当主） - 日野陽仁
- 高浜ハル江（金之介の妻） - 大島さと子
- 高浜光子（次女） - 石橋杏奈
- 高浜鈴子（三女） - 田中芽衣[7]
- 高浜静子（四女） - 山田紗椰[8]

篤蔵・俊子夫妻の子供達
- 秋山一太郎（長男） - 藤本飛龍[9] → 大八木凱斗[10]
- 秋山初江（長女） - 須田理央[9] → 大塚れな[10]
- 秋山周二郎（次男） - 庵原匠悟[10]

洋食屋「バンザイ軒」
- 森田梅（仙之介の妻） - 高岡早紀
- 森田仙之介（主人） - 佐藤蛾次郎
- 小柳（謎の男） - 片山享

フランス・パリ
- フランソワーズ・ファルメール - サフィラ・ヴァン・ドーン
- シモーヌ（フランソワーズの友人） - 中井ノエミ
- ジャン・バトゥル（「オテル・マジェスティック」の料理長） - グレッグ・デール
- アレベール（「オテル・マジェスティック」のシェフ） - ロイック・ガルニエ
- オーギュスト・エスコフィエ（「オテル・リッツ」のグランシェフ） - レベル・アントン
- 粟野慎一郎（フランス駐在の日本大使館の大使） - 郷ひろみ（特別出演）[11]

宮内省大膳寮
- 黒川正雄（洋食部の厨司） - 林泰文
- 城田（洋食部の厨丁） - 森田哲矢
- 町山（洋食部の厨丁） - 東口宜隆
- 福羽逸人（大膳頭） - 浅野和之
- 宮前達之助（洋食部の主厨） - 木場勝己
- 黒田長治（昭和天皇時の大膳頭） - 篠田三郎

宮内省その他
- 入沼（役人） - 天野義久
- 杉村（参事官） - 大鷹明良
- 滝川（女官） - 伊藤かずえ

皇室
- 皇后 → 皇太后 - 和久井映見
- 昭和天皇 - 梶原善

その他
- 桐塚尚吾（弁護士・華族会館の法律顧問） - 武田鉄矢
- 田辺祐吉（鯖江連隊所属の軍人・元コック） - 伊藤英明
- 茅野（新太郎の幼馴染・吉原の女郎） - 芦名星
- お吉（下宿「竜雲館」女将） - 麻生祐未
- 五百木竹四郎（英国公使館のシェフ） - 加藤雅也
- 小林（医師） - 東根作寿英
- 倉木（GHQ通訳） - 野間口徹
- 満州国官吏 - 張天翔
- バンザイ軒の客　-　山谷初男

#### スタッフ（2015年版）
- 原作 - 杉森久英『天皇の料理番』
- 脚本 - 森下佳子
- 音楽 - 羽毛田丈史、やまだ豊
- 音楽プロデュース - 志田博英
- オープニング曲 - エルガー 「威風堂々第1番」
- エンディング主題歌 - さだまさし「夢見る人」[12]（フリーフライトレコード / ユーキャン）
- 時代考証 - 山田順子
- 医療指導 - 池添祐大
- 料理監修 - 脇雅世（トワ・スール）
- 料理指導 - 佐藤月彦（服部栄養専門学校）
- 宮内省 大膳監修 - 高橋恒雄（第四代主厨長）
- Co-プロデュース - 飯田和孝
- プロデュース - 石丸彰彦[13]
- 演出 - 平川雄一朗、岡本伸吾、中前勇児、山室大輔
- 製作著作 - TBS

#### 受賞
- 東京ドラマアウォード2015[14]
  - 連続ドラマ部門・グランプリ
  - 主演男優賞（佐藤健）
  - 主演女優賞（黒木華）
  - 助演男優賞（鈴木亮平）[注釈 4]
- 平成27年日本民間放送連盟賞[15]
  - テレビドラマ部門・優秀賞
- 第85回ザテレビジョンドラマアカデミー賞[16][17][18]
  - 最優秀作品賞
  - 主演男優賞（佐藤健）
  - 助演男優賞（鈴木亮平）
  - 助演女優賞（黒木華）
  - 脚本賞（森下佳子）
  - 監督賞（平川雄一朗、岡本伸吾、中前勇児、山室大輔）
- ギャラクシー賞 2015年7月度 月間賞
- 第24回橋田賞（「天皇の料理番」、佐藤健、鈴木亮平 ）[19]
- 第42回放送文化基金賞・テレビドラマ部門[20]
  - 優秀賞
  - 演技賞（佐藤健）

#### 放送日程（2015年版）
| 各話                                                           | 放送日  | サブタイトル                                                                               | 演出       | 視聴率 | 備考     |
| -------------------------------------------------------------- | ------- | ------------------------------------------------------------------------------------------ | ---------- | ------ | -------- |
| episode1                                                       | 4月26日 | 〜時代を超える人間の愛と命の感動物語〜 どうしようもない男が百年前に見た料理への果てなき夢… | 平川雄一朗 | 15.1%  | 54分拡大 |
| episode2                                                       | 5月03日 | 料理はまごころ                                                                             | 平川雄一朗 | 11.4%  | 10分拡大 |
| episode3                                                       | 5月10日 | あいしてるの決断                                                                           | 岡本伸吾   | 12.0%  | 10分拡大 |
| episode4                                                       | 5月17日 | 愛し君よサラバ                                                                             | 平川雄一朗 | 12.7%  |          |
| episode5                                                       | 5月24日 | おさな夫婦の結末                                                                           | 平川雄一朗 | 14.5%  |          |
| episode6                                                       | 5月31日 | 愛と命の果てパリ                                                                           | 平川雄一朗 | 14.1%  | 10分拡大 |
| episode7                                                       | 6月07日 | パリと差別と結婚                                                                           | 中前勇児   | 14.9%  |          |
| episode8                                                       | 6月14日 | パリでの卒業式                                                                             | 中前勇児   | 15.3%  |          |
| episode9                                                       | 6月21日 | 皇居編〜ザリガニと御即位の御大礼                                                           | 平川雄一朗 | 16.7%  | 10分拡大 |
| episode10                                                      | 6月28日 | 皇居編〜関東大震災と家族の決意                                                             | 山室大輔   | 16.1%  |          |
| episode11                                                      | 7月05日 | 皇居編〜最愛の人と最後の晩餐                                                               | 平川雄一朗 | 16.8%  | 10分拡大 |
| episode12                                                      | 7月12日 | 完結〜料理番の人生 敗戦の料理番がGHQに起こした愛の奇跡                                     | 平川雄一朗 | 17.7%  | 30分拡大 |
| 平均視聴率 14.9%（視聴率はビデオリサーチ調べ、関東地区・世帯） |         |                                                                                            |            |        |          |

#### 撮影場所
綱町三井倶楽部、倉敷アイビースクエア、大内宿、千葉県立房総のむら、ワープステーション江戸、博物館明治村、日立目白クラブ（東京都選定歴史的建造物）、旧須賀川小学校（大田原市）、大井川鐵道、忍野村 、元離宮二条城など。

#### コラボレーション
- ドラマでは三菱一号館（丸の内）が登場するため、その縁があって三菱一号館美術館内にある「Cafe1894」ではTBSと三菱地所の全面協力により、秋山篤蔵が料理人になるきっかけを作った「カツレツ」を一般に提供する特別メニュー「インペリアル・セレクション〜Katsuretsu〜」を2015年4月1日から期間限定で提供している[22]。
- 2015年版ドラマは、文部科学省による「トビタテ！留学JAPAN」と厚生労働省による「職業能力開発施策」と、2つの省庁施策との相互協力広報活動を合意した[11]。

#### エピソード（2015年版）
- 主人公・秋山篤蔵役の佐藤健は、全ての調理シーンを代役なしで演じた[23][24]。
- 主人公の兄・周太郎役の鈴木亮平は、役作りのために半年間で20キロの減量を行った[25]（ただし、10日間で元に戻ったという[26]）。
- 主演の佐藤健は開始前日である4月25日に、1980年版に主演した堺正章が司会を務める『新チューボーですよ!』にゲスト出演、新旧主演者の共演と相成った[27]。
- 2022年12月30日・31日には全話が一挙再放送された（ただし、制作著作のテロップが本放送時のジ〜ンとローマン体ロゴではなく2020年から使用されている現行のグループ共通のブランドロゴに差し替えられていたり、提供クレジット・次回予告がカットされているなどの違いがある）。

| TBS系 日曜劇場                       | TBS系 日曜劇場                                                 | TBS系 日曜劇場                           |
| 前番組                               | 番組名                                                         | 次番組                                   |
| ------------------------------------ | -------------------------------------------------------------- | ---------------------------------------- |
| 流星ワゴン （2015.1.18 - 2015.3.22） | TBSテレビ60周年特別企画 天皇の料理番 （2015.4.26 - 2015.7.12） | ナポレオンの村 （2015.7.19 - 2015.9.20） |

### 堺正章版と佐藤健版の大まかな違い
- 俊子の職業は佐藤版では産婆、堺版（トシ子）は終始主婦で職には就かなかった。
- 堺版の秋山夫妻には子に恵まれなかった。主要人物では辰吉と後妻のみつ、前妻のキミ子と再婚相手の医者（未登場）の間にそれぞれ一子のみ。
- トシ子は料理人になる決意をした時点で篤蔵と離婚、再婚までの間坂口という男と結婚する。（後に坂口は自殺）
- 堺版では華族会館に勤めている時点でフランス留学を視野に、フランス語の指導をしてくれる桐塚の家に下宿する。
- 華族会館解雇の理由が異なる。堺版では深夜にも勉強していた事をバカにされて先輩シェフと大喧嘩になった責任を取らされ解雇されている。
- 佐藤版ではバンザイ軒を円満に去ったが、堺版では梅が秋山の男らしさに惚れてしまい篤蔵も人肌恋しさから彼女を寝取ってしまった事を仙之助が勘づきクビにされる。路頭に迷い田舎に戻るも兄・周一郎が既に他界していたことを知り墓の前で一念発起、フランス行きの船にただで乗せてもらえないかと尋ね回り、貿易商船の臨時料理人として乗せてもらう事に成功する。
- 渡仏後、堺版では宇佐美が書いたホテルリッツ（紹介先）の紹介状をひったくられ、大使館の協力で町のレストラン→一流レストランジョルジュ・サンク→ホテル・リッツに勤めるまでになるがまもなくトシ子の都合で帰国、彼女が働く浅草の小料理屋で雇われた後、宇佐美の尽力で精養軒の職に就く。
- 堺版の本編はトシ子が亡くなり、失意のうちに生前二人で行こうと誓った新太郎の洋食屋で豚カツを食べていく内に今までの思い出が甦り涙を流しながら「自分が求めていた味はこの味かも知れない。美味しかったよ。」と新太郎に感謝する所で終了し、戦中･戦後から往生までは渥美清のナレーションで進行した[28]。
- 堺版の秋山篤蔵は軽妙なセリフ回し[29]で、トシ子とは婚約前からいがみ合う醜態を晒しながらも「喧嘩するほど仲が良い」と言う間柄になっていく。また、天皇への拝謁で頭を下げた際にズボンが裂けるなど三枚目に描かれている。